# São Miguel do Guaporé
São Miguel do Guaporé è un comune del Brasile nello Stato di Rondônia, parte della mesoregione del Leste Rondoniense e della microregione di Alvorada d'Oeste.